# Enrico Pini
Enrico Luigi Augusto Maria Pini (Bologna, 4 ottobre 1851 – Praduro e Sasso, 19 luglio 1928) è stato un avvocato, dirigente d'azienda e politico italiano.

## Biografia
Originario di una famiglia agiata si laurea nella sua città nel 1873 e dopo il praticantato apre un proprio studio legale, dove si occupa principalmente del ramo civile e dal quale si interessa alla vita politica e culturale del suo tempo. Liberale moderato, nel 1886 viene eletto per la prima volta consigliere comunale. Rieletto nel 1889 e nel 1891, viene nominato assessore alla pubblica istruzione, incarico che lo fa venire a contatto con la precaria situazione dell'infanzia e della popolazione giovanile in genere, minata da denutrizione, scarsa igiene e malattie; profondamente colpito dalla morte della sua unica figlia, mancata a soli cinque anni per malattia, dedica un forte impegno alla salute e all'educazione delle giovani generazioni provenienti dalle classi non abbienti, profondendo un rinnovato impulso delle istituzioni per le scuole comunali. Tale impegno convoglia sulla sua persona un favore tale da valergli nel 1895 la prima elezione a deputato nel terzo collegio cittadino, carica cui viene confermato per quattro volte, e l'elezione nel 1905 al consiglio provinciale, dove viene nominato vice-presidente.
Esponente di spicco dell'alta borghesia agraria alla vita politica abbina l'interesse per lo sviluppo dell'agricoltura, cui è interessato personalmente quale proprietario di una tenuta di 440 ettari a San Martino d'Ancognano, divisa in tredici poderi condotti a mezzadria e uno amministrato personalmente. Per poter risolvere i problemi di arretratezza nel lavoro delle campagne si impegna in prima persona nei settori industriali direttamente interessati. Nominato vice-presidente della Società Agraria Bolognese promuove la fondazione della Società Anonima Bolognese per l’industria dei concimi e prodotti chimici, dello Stabilimento Chimico farmaceutico Bonavia e Negri, della Fondazione Reale Mutua assicurazione contro i danni della grandine e del Banco Bolognese; entra inoltre come azionista nella Società Molini La Canonica e nella Società Bolognese di Elettricità. Allo scopo di dare la più ampia visibilità a questo nuovo corso partecipa ad una cordata di agrari e industriali della regione che conquista la maggioranza azionaria de Il Resto del Carlino.
Notevole è anche la sua attività filantropica, avviata dopo la citata morte di sua figlia. Oltre ad una particolare attenzione alle istituzioni per la tutela dell'infanzia, cui si dedica in modo particolare dopo il ritiro dalla vita politica, promuove la costituzione di varie società di mutuo soccorso, alcune delle quali ha personalmente presieduto per oltre venti anni. Dal 1907 al 1923 presiede la Commissione per la pellagra. Con due testamenti del 1912 e 1920 Pini e la moglie decidono di lasciare alla loro scomparsa l'intero patrimonio per la fondazione di un istituto intitolato alla memoria della figlia scomparsa, da istituire sul fondo "Loreto", l'unico non condotto a mezzadria, sul quale già dopo la scomparsa della signora viene fondata l'“Opera Pia Sanatorio Educativo Augusta Pini”, eretta in ente morale con R.D. 1 dicembre 1920 e tuttora attiva.
Massone, membro della Loggia Otto agosto di Bologna, a partire dal 1915 risulta affiliato alla Loggia Propaganda massonica di Roma, appartenente al Grande Oriente d'Italia.
È sepolto alla Certosa di Bologna.